# Glaucocharis microxantha
Glaucocharis microxantha là một loài bướm đêm trong họ Crambidae.